# Кобренков, Геннадий Александрович
Геннадий Александрович Кобренков (28 марта 1955) — советский футболист, нападающий.

## Биография
Во время военной службы выступал за минский СКА в соревнованиях коллективов физкультуры. В 1975 году впервые включён в заявку команды мастеров — могилёвского «Днепра» и выступал за этот клуб во второй лиге в течение нескольких сезонов, будучи одним из лидеров нападения.
В 1981 году был приглашён в ведущую команду Белорусской ССР — минское «Динамо». Дебютный матч в высшей лиге сыграл 5 мая 1981 года против «Пахтакора», заменив на 73-й минуте Игоря Гуриновича. Первый гол за минчан забил 8 июля 1981 года в ворота «Кубани». Всего в сезоне 1981 года сыграл 13 матчей и забил 3 гола в высшей лиге. В 1982 году провёл за «Динамо» только две игры в Кубке СССР на старте сезона и ряд игр за дубль, затем вернулся в Могилёв.
В 1982 году в составе «Днепра» стал победителем зонального и финального турниров второй лиги, а также лучшим бомбардиром своего клуба (15 голов). Однако после выхода могилёвского клуба в первую лигу утратил место в стартовом составе. За первую половину сезона-1983 сыграл 12 матчей, из них лишь в одном вышел в основе, и не смог отличиться ни разу, а с сентября перестал появляться на поле. По окончании сезона 1983 года в возрасте 28 лет завершил карьеру в командах мастеров.
Всего в составе могилёвского «Днепра» сыграл не менее 210 матчей и забил не менее 60 голов.
Дальнейшая судьба неизвестна.

## Достижения
- Победитель второй лиги СССР: 1982